# Raisa Gorbačovová
Raisa Maximovna Gorbačovová (roz. Titarenkova, rusky Раиса Максимовна Горбачёва, 5. ledna 1932, Rubcovsk, SSSR – 20. září 1999, Münster, Německo) byla ruská socioložka, manželka ruského politika Michaila Sergejeviče Gorbačova.

## Životopis

### Mládí a studia
Raisa Maximovna Titarenkova se narodila 5. ledna 1932 v Rubcovsku v Altajském kraji. Byla nejstarším dítětem Maxima Andrejeviče Titarenka, železničního inženýra v ukrajinském Černigově a Alexandry Petrovny Porady z Veseloyarsku. Studovala filozofickou fakultu Moskevské státní univerzity (MGU). Michail Gorbačov studoval právnickou fakultu téže univerzity. Potkali se na podzim 1951 ve studentském klubu v moskevské Stromynce. Získala pokročilý titul na Moskevském státním pedagogickém institutu a krátce vyučovala na Moskevské státní univerzitě.

### Život s Gorbačovem

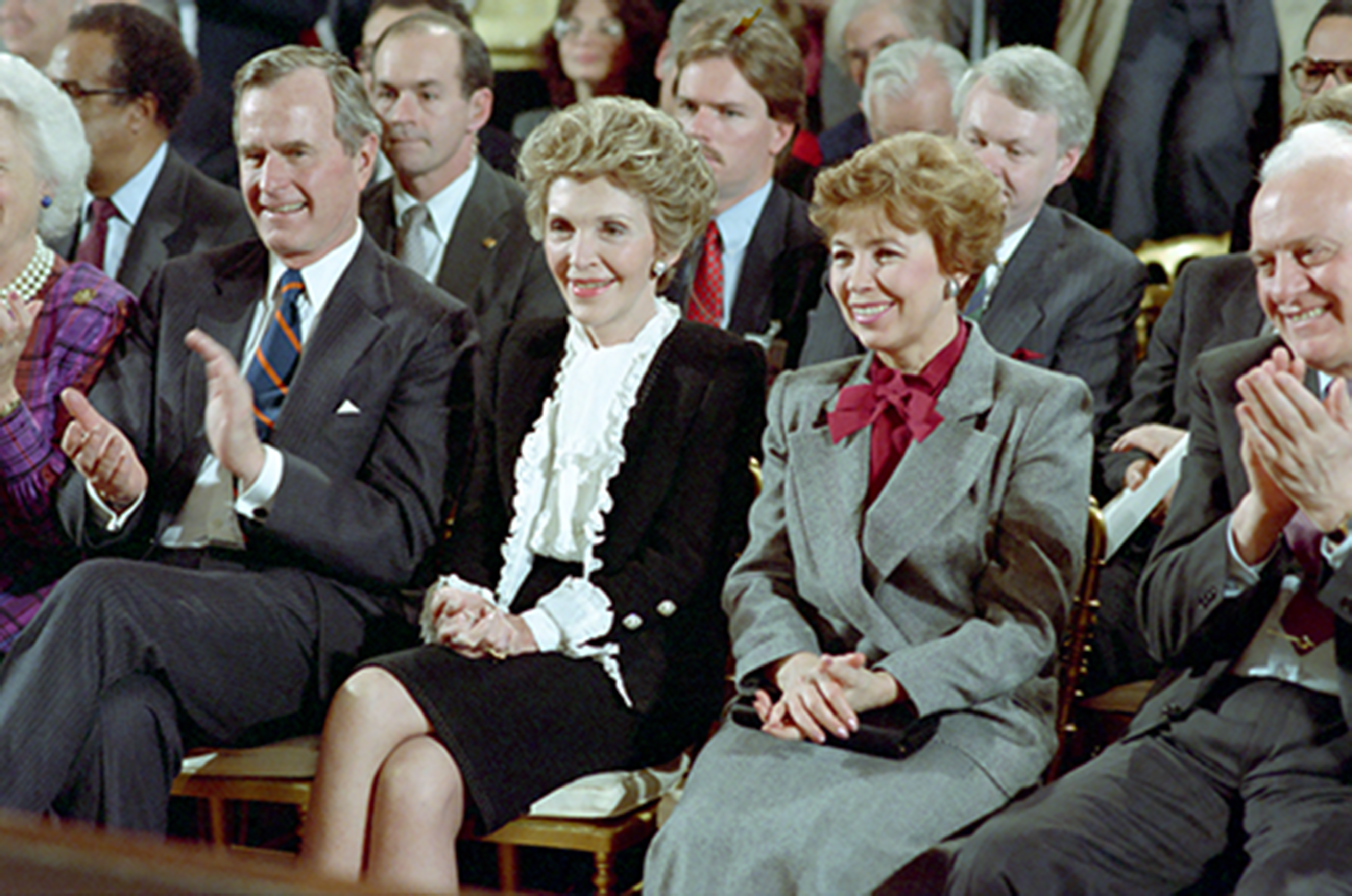
George H. W. Bush, Nancy Reaganová a Raisa Gorbačovová v roce 1987

Manželství s Gorbačovem uzavřeli při civilním obřadu 25. září 1953. Chvíli po svatbě bydleli na studentských kolejích a snažili se získat společný byt. Po promoci se přestěhovala do rodného regionu svého manžela Stavropol v jižním Rusku. Tam vyučovala marxisticko-leninskou filozofii a obhajovala svou tezi sociologického výzkumu o životě v kolchozu. Dne 6. ledna 1957 porodila dceru Irinu Michajlovnu. Když se její manžel vrátil do Moskvy jako funkcionář KSSS, Gorbačovová zaujala místo lektorky na své alma mater, Moskevské státní univerzitě. Z funkce odešla, když se její manžel v roce 1985 stal generálním tajemníkem Komunistické strany Sovětského svazu. Její veřejná vystoupení po boku manžela jako první dámy byla doma novinkou a pokročila v polidšťování obrazu země. Byla jednou z mála manželek předsedů komunistických stran, které se veřejně profilovaly na veřejnosti.

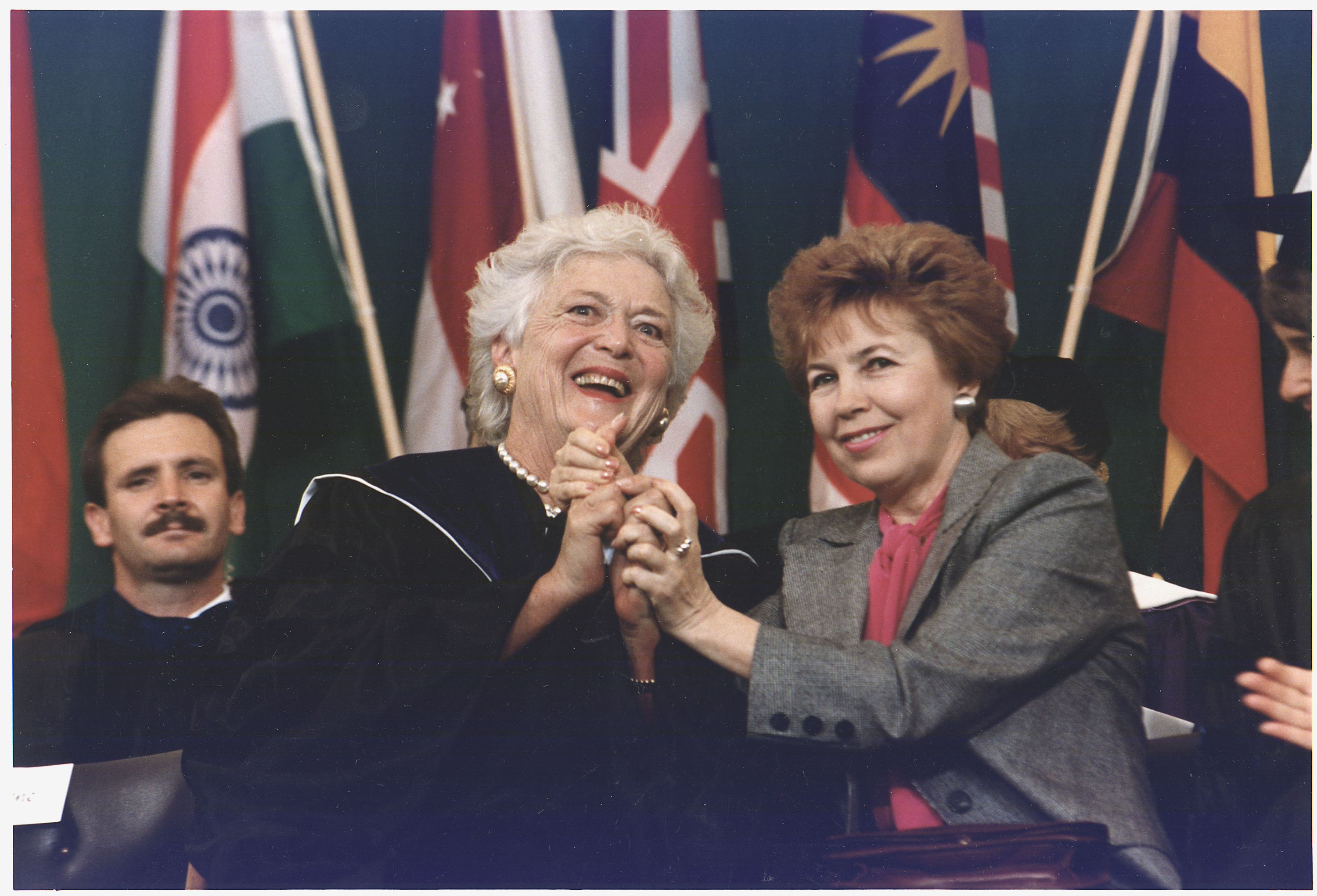
Barbara Bushová a Raisa Gorbačovová na Wellesley College v roce 1990

V červnu 1990 doprovázela Gorbačovová první dámu USA Barbaru Bushovou na Wellesley College v Massachusetts. Obě ženy promluvily před promocí během slavnostního zahájení a jejich řeč se týkala zejména role žen v moderní společnosti. Všechny americké televizní sítě pokrývaly adresy živě; CNN poskytovala živé vysílání kabelové televize po celém světě. 
Události převratu z roku 1991, který se pokusil sesadit jejího manžela, zanechaly na Gorbačovové, která poslední den utrpěla menší mrtvici, trvalé následky. Nastalá situace zatlačila její osobu do stínu.

### Po rozpadu SSSR
V roce 1989, po osobním proslovu profesora Rumjanceva a dalších, přispěl Gorbačov 100 000 dolarů na charitu „Mezinárodní asociace hematologů pro děti“. Tento a další dary obou Gorbačovů pomohly nakoupit vybavení pro krevní banky a vyškolit ruské lékaře v zahraničí. V roce 1997 založila Klub Raisy Maksimovny zaměřený na podněcování účasti žen v politice. Pracovala také na zvýšení povědomí o dětských problémech (často vítala delegace mládeže v Kremlu, když její manžel nemohl být přítomen).

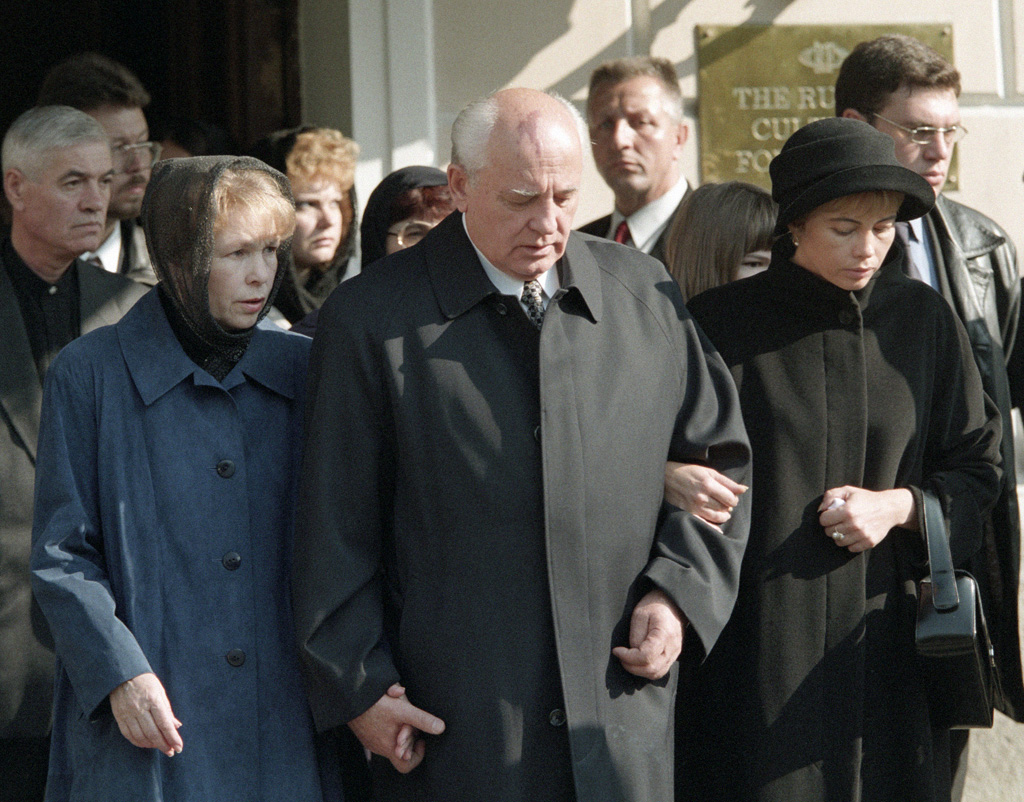
Raisin manžel Michail Gorbačov se svou dcerou Irinou a Raisinou sestrou Ludmilou na jejím pohřbu v roce 1999

### Nemoc a smrt
Gorbačovová utrpěla mrtvici v říjnu 1993.
V červenci 1999 jí byla diagnostikována leukémie. Krátce poté odcestovala se svým manželem a dcerou do Münsteru v Německu na léčbu na lékařské klinice münsterské fakultní nemocnice. Léčila se dva měsíce pod dohledem profesora Thomase Büchnera, předního hematologa. Zemřela 20. září 1999 ve věku 67 let. Byla pohřbena na Novoděvičím hřbitově v Moskvě.